# Stefan Georgiew (Skirennläufer)
Stefan Georgiew (bulgarisch Стефан Георгиев; * 20. Mai 1977 in Sofia) ist ein ehemaliger bulgarischer Skirennläufer. Er nahm an sieben Weltmeisterschaften sowie vier Olympischen Spielen teil und startete von 1998 bis 2011 im Weltcup.

## Karriere
Nach einigen Starts und ersten Erfolgen bei Nachwuchswettkämpfen und FIS-Rennen nahm Georgiew im März 1996 an den Juniorenweltmeisterschaften in Hoch-Ybrig teil. Dort war sein bestes Ergebnis der 20. Platz im Slalom. Ab dem nächsten Winter nahm Georgiew an den allgemeinen Weltmeisterschaften teil. Er musste zunächst einige Ausfälle hinnehmen und sah in den sechs Rennen seiner ersten drei Weltmeisterschaften nur zweimal das Ziel. In St. Moritz 2003 erreichte er mit Platz 26 in der Kombination erstmals ein Top-30-Ergebnis und zwei Jahre später in Bormio verbesserte er sich in dieser Disziplin auf Rang 22. Nachdem die Weltmeisterschaften 2007 in Åre weniger erfolgreich verlaufen waren, erreichte er bei seinen siebten und letzten Weltmeisterschaften 2009 in Val-d’Isère wiederum einen 22. Platz in der Super-Kombination und mit Rang 16 im Slalom sein bestes WM-Ergebnis.
Von 1998 bis 2010 nahm Georgiew auch an den Olympischen Winterspielen teil. Im Gegensatz zu den Weltmeisterschaften erzielte er hierbei seine besten Ergebnisse schon früher, nämlich mit Platz 16 in der Kombination von Salt Lake City 2002 und Rang 22 im Slalom von Nagano 1998. Bei den Spielen 2006 und 2010 war jeweils ein 25. Platz im Slalom sein bestes Resultat, wobei er 2010 in Vancouver zum einzigen Mal an allen fünf Wettbewerben teilgenommen hatte und nur in der Abfahrt nicht das Ziel erreichte.
Im Weltcup ging Georgiew ab Oktober 1998 an den Start, schaffte es aber in keinem seiner 60 Weltcuprennen in die Punkteränge. Zumeist startete er in den technischen Disziplinen, konnte sich aber weder im Slalom (40 Starts) noch im Riesenslalom (10 Starts) jemals für den zweiten Durchgang der besten 30 qualifizieren. Seine einzigen zählbaren Resultate erzielte er daher in den schnellen Disziplinen Abfahrt und Super-G sowie in der Super-Kombination, in der er mit Platz 34 in Beaver Creek und Rang 37 in Val-d’Isère im Dezember 2009 seine besten Weltcupergebnisse erzielte. Seine besten Resultate in Abfahrt und Super-G stammen ebenfalls von Beginn der Saison 2009/10: Dies waren ein 47. Platz in der Abfahrt von Beaver Creek und ein 51. Platz im Super-G von Lake Louise. Im Europacup erreichte Georgiew sechsmal eine Platzierung unter den schnellsten 30. Bestes Ergebnis war ein 22. Platz in der Abfahrt von Bansko am 8. März 2008.
Sein letztes Weltcuprennen bestritt Georgiew im Februar 2011 im bulgarischen Bansko. Danach nahm er in seinem Heimatland noch an den nationalen Meisterschaften sowie an FIS-Rennen teil, ehe der vielfache Bulgarische Meister mit Ende der Saison 2010/2011 seine aktive Karriere beendete.

## Erfolge

### Olympische Winterspiele
- Nagano 1998: 22. Slalom, 32. Riesenslalom
- Salt Lake City 2002: 16. Kombination, 38. Riesenslalom
- Turin 2006: 25. Slalom
- Vancouver 2010: 25. Slalom, 34. Super-Kombination, 41. Super-G, 48. Riesenslalom

### Weltmeisterschaften
- Sestriere 1997: 33. Riesenslalom
- Vail/Beaver Creek 1999: 37. Riesenslalom
- St. Moritz 2003: 26. Kombination, 39. Riesenslalom
- Bormio 2005: 22. Kombination, 30. Slalom
- Åre 2007: 36. Riesenslalom
- Val-d’Isère 2009: 16. Slalom, 22. Super-Kombination, 37. Super-G, 43. Riesenslalom

### Juniorenweltmeisterschaften
- Hoch-Ybrig 1996: 20. Slalom, 49. Riesenslalom

### Weitere Erfolge
- Vielfacher Bulgarischer Meister
- 49 Siege in FIS-Rennen (ab 1995)